# Rémy Isoré
Saint Rémy Isoré (Rémi Isoré), qui adopta le nom chinois 赵席珍, né à Bambecque (Nord) en France le 22 janvier 1852, et mort (exécuté) le 19 juin 1900 à Wuyi (Hebei) en Chine, est un prêtre jésuite français, missionnaire en Chine. Il fut l'un des nombreux chrétiens massacrés au cours de la révolte des Boxers. Considéré par l'Église catholique comme martyr, Il fut béatifié en 1955 et canonisé en 2000. Liturgiquement, il est commémoré le 19 juin, et le 9 juillet (fête des martyrs chinois).      

## Biographie
C'est l'un des premiers élèves du Collège Saint-François d'Assise ouvert en 1865 à Hazebrouck par Jacques Dehaene.  Rejoignant les Jésuites en 1875, il part pour la Chine en tant que missionnaire en 1882. Après avoir appris le chinois, il réside à Tchang-Kia-Tchouang (mission fondée par Mgr Languillat et son successeur Mgr Dubar), province de Shandong (Chine du Nord), de 1888 à 1897. Le 16 juin 1900, il se déplace à Sien-Hsien et constate que des exactions de la part des Boxers  sont imminentes. Malgré les conseils des chrétiens locaux, il décide de retourner à son lieu de résidence en passant par la ville de Wuyi (武邑) afin de rencontrer son confrère, le père Modeste Andlauer. Peu après son entrée dans la ville, les portes sont fermées et la mission est assaillie. Le mardi 19 juin 1900, en fin d'après midi, les Boxers font irruption et tuent les deux pères, au pied de l’autel dans la chapelle où ils s'étaient réfugiés. Les deux martyrs furent les premiers jésuites assassinés au cours d'une persécution qui fut de grande ampleur.
Rémi Isoré est l'un des saints et martyrs français, prêtres missionnaires jésuites en Chine massacrés au cours de la révolte des Boxers. Son procès de béatification fut ouvert de 1928 à 1933, par Mgr Lécroart, sj. En 2010, une plaque honore toujours son souvenir dans la chapelle du Collège Saint-Jacques d'Hazebrouck. 
Il fut béatifié le 17 avril 1955 à Rome par le pape Pie XII et canonisé, avec les trois autres jésuites Léon-Ignace Mangin (1857-1900), Modeste Andlauer (1847-1900) et Paul Denn (1847-1900) parmi 120 martyrs de Chine le 1er octobre 2000 à Rome par le pape Jean-Paul II. Ils sont fêtés le 9 juillet (fête des martyrs chinois).

### Fin tragique des missionnaires
En 1900, de violents troubles éclatent en Chine sous l'impulsion de l’impératrice-régente Ts’eu-hi (Tzeu-Hsi ou Ci Xi) qui, intrigante et rétrograde (persuadée qu'en dehors de la Chine le monde n'était peuplé que de sauvages sans conséquences), conduit peu à peu à sa perte la dynastie mandchoue. Le jeune empereur Kuang-Hsu, comprenant la situation, prit le pouvoir en mains et fomenta un complot contre la régente. Celui-ci fut dénoncé et Kuang-Hsu fut séquestré jusqu'à la fin de ses jours. La réaction menée par l'impératrice aboutit à une rupture avec les Puissances étrangères, et avec son parti elle se livra à des surenchères de xénophobie, encourageant les bandes de Boxers chinois, membres d'une secte fanatique aidés par l'armée régulière, qui se soulevèrent et semèrent la terreur, massacrant des milliers d'étrangers et de près de 30 000 chrétiens en particulier.
Devant le danger imminent des exactions des Boxers, dont il a appris la présence près de sa mission à Weishien, le père Rémy Isoré, missionnaire austère et énergique en poste dans le district de Tianjin et qui était arrivé à la résidence jésuite de Sien-Hsien le 16 juin 1900 pour y faire sa retraite et passer quelques jours de vacances, décida de retourner immédiatement auprès de ses fidèles. Parti de Sien-Hsien vers 1 heure du matin, le lundi 18 juin 1900, il rencontra, en cours de route, le père Modeste Andlauer à Ou-y (ou Ho-oui, province de Hebei) pour discuter de la situation, bien que les chrétiens lui conseillèrent d’éviter ce lieu, et où il s'aperçut que les Boxers, qui venaient de découvrir l'existence de la mission jésuite, s'y trouvaient déjà aux alentours. Aussitôt après son entrée, on ferma les portes de la cité. La résidence fut assaillie le lundi soir, et surtout la journée du mardi. Les deux prêtres se préparèrent à un destin fatal et passèrent la nuit en priant.  Le lendemain, 19 juin 1900, ils furent surpris dans la résidence - et non pas en la chapelle d'Ou-Kiao (communauté de Tchou-Kia-Ho dans la section de King-Tchéou) comme leurs deux confrères de la région - par le vacarme des Boxers qui tentaient d'enfoncer la porte. Encerclés par les révolutionnaires, ils se réfugièrent dans la chapelle adjacente, s'enfermant dans la petite église de leur communauté pour y faire leurs dernières prières, agenouillés au pied de l'autel alors que les Boxers défonçaient le portail pour se précipiter sur eux pour les transpercer de leurs lances, tandis que leur sang jaillissait sur l'autel. Le feu est mis à leur résidence.
Les deux prêtres furent les premiers jésuites assassinés au cours de cette persécution de grande ampleur. Le lendemain, leurs assassins suspendirent leurs têtes aux portes des remparts de la petite localité, pour indiquer aux chrétiens le sort qui leur serait réservé s'ils persévéraient dans leur foi chrétienne. Le mandarin a fait maçonner la porte de la chapelle où sont les rester leurs corps, mais on peut les voir encore par la fenêtre.
Les chrétiens, réunis sur la place publique, eurent à choisir de se rendre soit à droite, se confirmant comme étant chrétiens, soit à gauche, s'ils désiraient renier la foi afin de se sauver. Une trentaine de chinois de la communauté chrétienne de la localité, refusant de renoncer à leur foi catholique, choisirent d'aller à droite, partageant leur sort réservé aux martyrs.
Les bandes de Boxers se multipliant, pillant et brûlant les villages chrétiens environnant, les réfugiés affluèrent de plus en plus vers l'asile de Tchou-Kia-Ho (ou Zhujiahe) dans le Kingchow (Kingshien). En dix jours la population s'accroit de plusieurs centaines d'habitants, et c'est un mois après l'attaque de Ou-y qu'y périrent, le 20 juillet 1900, dans l'église du village, les Pères Léon-Ignace Mangin, doyen de King-Tcheou, et Paul Denn, qui s'y étaient réfugiés (pressentant la venue des mauvais jours, après avoir fortifié le village et repoussé une première incursion des Boxers), massacrés tout comme 52 martyrs chinois également béatifiés (âgés de 9 à 79 ans), et plusieurs milliers d'autres croyants.

## Sources
- Compagnie de Jésus
- Evêché de l'Archidiocèse de Strasbourg
- Communauté de paroisses du Rosenmeer
- Catholic Encyclopedia
- Osservatore Romano (Saint-Siège) - MX.
- Abbé Ernest D'halluin, Gerbe d'or : Prêtres, religieux, missionnaires du petit séminaire d’Hazebrouck, Hazebrouck, 1930